# Soude brûlée
Salsola kali
Genre
Espèce
Classification phylogénétique
Espèce
Statut de conservation UICN

 LC  : Préoccupation mineure
 France 
La Soude brûlée ou Soude épineuse (Salsola kali ou Kali turgidum) est une plante de la famille des amaranthacées ou des chénopodiacées selon la classification classique de Cronquist (1981), du genre Salsola.
Le mot alcali qui désignait autrefois la soude et la potasse vient du nom arabe de cette plante : al kali. On obtenait de la soude à partir de la cendre de cette plante. Le nom français est à l'origine du mot soude qui désigne le carbonate de sodium ou l’hydroxyde de sodium.

## Description
La floraison a lieu de juillet à septembre ou octobre.

## Distribution
L'espèce est présente dans tout le bassin méditerranéen.

## Statuts de protection, menaces
L'espèce n'est pas considérée comme étant menacée en France. En 2021 elle est classée Espèce de préoccupation mineure (LC) par l'UICN.
Toutefois localement l'espèce peut se raréfier : elle est considérée Quasi menacée (NT), proche du seuil des espèces menacées ou qui pourrait être menacée si des mesures de conservation spécifiques n'étaient pas prises, dans la région Picardie ; elle est considérée Vulnérable (VU) en Midi-Pyrénées et Rhône-Alpes ; elle est en Danger-critique (CR) en Haute-Normandie.